# Agadez
|  | Per a altres significats, vegeu «Agadez (regió)». |

Agadez és la ciutat més gran del nord del Níger, amb una població de 124.324 habitants segons el cens del 2011. Es troba al Sàhara i és la capital de l'Aïr, una de les federacions tuaregs tradicionals. És la capital de la regió d'Agadez.
La ciutat es va fundar abans del segle xiv i va esdevenir gradualment la ciutat tuareg més important, superant Assodé, creixent al voltant del comerç transsaharià. A la ciutat, encara arriben caravanes de camells portant sal de Bilma.
El 1449, Agadez va esdevenir un soldanat, mentre que cap al 1500 va ser conquerit per l'Imperi songhai. Llavors, la ciutat tenia una població d'unes 30.000 persones i era un lloc clau per al mercat realitzat amb les caravanes de camells entre les ciutats de l'Àfrica occidental de Kano i Timbuktu i els oasis del nord d'Àfrica de Ghat, Ghadames i Trípoli, a les ribes del Mediterrani. La ciutat va entrar en decadència després de la invasió marroquina i la població va disminuir fins a menys de 10.000 persones.
La ciutat va ser conquerida pels francesos cap al 1900, que va esclafar una breu rebel·lió reeixida, liderada per Kaocen Ag Mohammed el 1916. Anys més tard, Agadez va ser un punt important de la Rebel·lió Tuareg dels anys 90.
Actualment, Agadez floreix com a ciutat mercat i com a centre per al transport d'urani obtingut de la mineria de les zones del voltant. Entre els edificis destacats de la ciutat, hi ha la Gran mesquita d'Agadez, datada del 1515, però reconstruïda en el mateix estil el 1844, el palau Kaocen (actualment un hotel) i el palau del Soldà d'Agadez.
L'aeroport internacional Mano Dayak va ser anomenat en honor de Mano Dayak, líder tuareg de la regió.